# Bexey
Bexey (właśc. George Mejer, ur. 3 sierpnia 1996 w Londynie) – brytyjski raper, wokalista i autor tekstów.  
Zyskał popularność dzięki unikalnemu stylowi muzyznemu łączącemu elementy trapu, cloud rapu oraz wpływy muzyki alternatywnej. Znany również z bliskiej współpracy z amerykańskim raperem Lil Peepem.

## Życiorys
George Mejer urodził się i wychował w Londynie. Swoją karierę muzyczną rozpoczął w 2015 roku pod pseudonimem Bexey Swan, później skracając go do Bexey. Jego twórczość od początku była inspirowana estetyką alternatywnej sceny rapowej oraz tematyką mroku, śmierci i introspekcji.

## Kariera muzyczna
Bexey zaczął zdobywać popularność na platformie SoundCloud, publikując utwory wyróżniające się surową produkcją i emocjonalnym przekazem.
W 2017 roku nawiązał bliską współpracę z Lil Peepem, co przyczyniło się do zwiększenia jego rozpoznawalności. Po śmierci Lil Peepa Bexey poświęcił mu jeden utwór lecz bardzo emocjonujący  
- Bexey - Letter to Peep  (utwór został wydany 7 dni po śmierci rapera)

W jego twórczości często pojawiają się motywy melancholii, duchowości, śmierci i odrzucenia społecznego, co zbliża go do nurtu emo rapu.